# Axel A. Weber
Axel Alfred Weber (Kusel, 8 de março de 1957) é um economista alemão, professor e foi presidente do Deutsche Bundesbank de 30 de abril 2004 a 30 de Abril 2011. 
Lecionou economia na Booth School of Business, universidade localizada em Chicago, Estados Unidos da América. É chairman e membro do Conselho de Diretores do UBS. Foi membro do Conselho de Governança do Banco Central Europeu de 30 de abril de 2004 a 30 de abril de 2011. É membro do G30.
Depois de muita especulação sobre o seu futuro, que passou pela substituição de Josef Ackermann (presidente do Deutsche Bank) ou de Jean-Claude Trichet (presidente do BCE), o presidente do Banco suiço UBS afirmou a nomeação de Axel Weber, do qual se deveria se tornar membro do Conselho de Administração, assumindo a presidência em 2013.